# Kelet-Timor külkapcsolatai

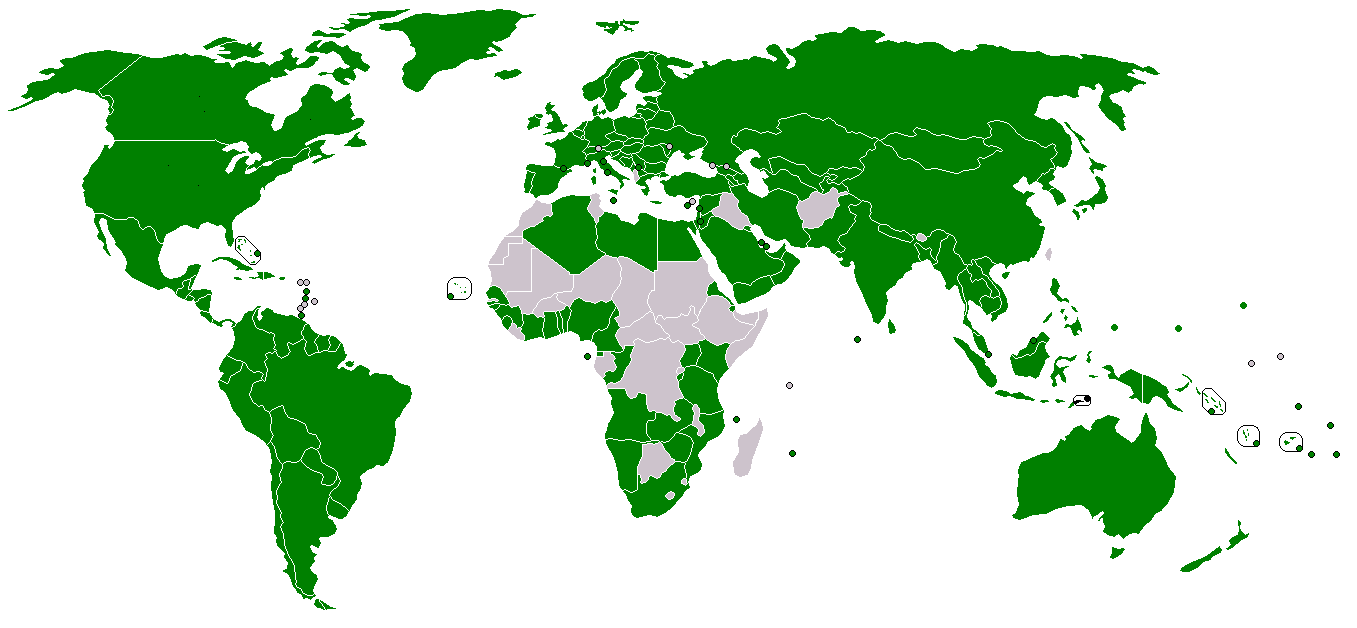
Kelet-Timor (fekete) külkapcsolatai:
Államok, melyek hivatalos diplomáciai kapcsolatban állnak Kelet-Timorral

Ez a szócikk azoknak az államoknak vagy szervezeteknek a felsorolása, amelyek elismerték Kelet-Timor függetlenségét és diplomáciai kapcsolatba léptek vele.
Kelet-Timor, hivatalosan Kelet-timori Demokratikus Köztársaság, a tengeri Délkelet-Ázsia egyik országa a Kis-Szunda-szigetcsoportban. Timor sziget keleti feléből, Atauro- és Jaco-szigetekből, és Oecusse régióból, Timor sziget Indonéziához tartozó nyugati részén belüli exklávéból áll. Az ország déli szomszéda Ausztrália, amelytől a Timor-tenger választja el.
Timor szigetét a portugálok 1520-ban fedezték fel, és 1633-ban hozták létre ott első gyarmatukat. A hollandokkal folyó évszázados viszálykodásnak az 1859-es lisszaboni szerződés vetett véget, amely a sziget keleti részét a portugáloknak juttatta. 1942 és 1945 között Indonéziával együtt a sziget is japán megszállás alatt állt. 1945. augusztus 17-én Indonézia kikiáltotta függetlenségét Hollandiától, a Kelet-Timorra visszatért portugálok viszont brutálisan leverték az önállóságot követelő lakosság felkelését. 1973-ban Portugália autonóm tartománya lett.
1975 augusztusában polgárháború robbant ki a teljes függetlenség hívei és az indonézbarátok között. A Kelet-timori Demokratikus Népi Köztársaság függetlenségét 1975. november 28-án kiáltották ki. Alig egy héttel később, december 7-én Indonézia megszállta a szigetrészt, a kormány 6000 „önkéntest” küldött a vele rokonszenvezők támogatására. 1976 júliusában Indonézia 27. tartományává nyilvánították. Az ENSZ nem ismerte el Kelet-Timor bekebelezését.
Az 1999. augusztus 30-án megtartott népszavazáson a timoriak többsége a függetlenségre szavazott. A szavazás után az indonézpárti milíciák felégették a fővárost, az infrastruktúra megsemmisült. Ezek után a terület ENSZ-felügyelet alá került.
A teljes függetlenséget 2002. május 20-án nyerte el. Az országot 2002. szeptember 27-én felvették az ENSZ-be.

## Kelet-Timorral diplomáciai kapcsolatban álló államok

### ENSZ-tagállamok (154)
|      | Állam                     | Diplomáciai kapcsolat dátuma | Megjegyzések |
| ---- | ------------------------- | ---------------------------- | --- |
| 1.   | Algéria                   | 2002. május 20.              | Az Afrikai Unió tagja. Az OIC tagja. Az Arab Liga tagja.                                                            |
| 2.   | Amerikai Egyesült Államok | 2002. május 20.              | Az ENSZ Biztonsági Tanácsának állandó tagja. A NATO tagja. A Csendes-óceáni Közösség tagja.                         |
| 3.   | Angola                    | 2002. május 20.              | Az Afrikai Unió tagja. a Portugál Nyelvű Országok Közössége tagja.                                                  |
| 4.   | Ausztrália                | 2002. május 20.              | A Nemzetközösség tagja. A Csendes-óceáni Fórum tagja. A Csendes-óceáni Közösség tagja.                              |
| 5.   | Bissau-Guinea             | 2002. május 20.              | Az Afrikai Unió tagja. Az OIC tagja. a Portugál Nyelvű Országok Közössége tagja.                                    |
| 6.   | Brazília                  | 2002. május 20.              | Az Arab Liga megfigyelő státuszú tagja. a Portugál Nyelvű Országok Közössége tagja.                                 |
| 7.   | Brunei                    | 2002. május 20.              | Az OIC tagja. A Nemzetközösség tagja.                                                                               |
| 8.   | Csehország                | 2002. május 20.              | A NATO tagja. Az Európai Unió tagja.                                                                                |
| 9.   | Dél-Korea                 | 2002. május 20.              | |
| 10.  | Egyesült Királyság        | 2002. május 20.              | Az ENSZ Biztonsági Tanácsának állandó tagja. A NATO tagja. A Nemzetközösség tagja. A Csendes-óceáni Közösség tagja. |
| 11.  | Egyiptom                  | 2002. május 20.              | Az Afrikai Unió tagja. Az OIC tagja. Az Arab Liga tagja.                                                            |
| 12.  | Franciaország             | 2002. május 20.              | Az ENSZ Biztonsági Tanácsának állandó tagja. A NATO tagja. Az Európai Unió tagja. A Csendes-óceáni Közösség tagja.  |
| 13.  | Fülöp-szigetek            | 2002. május 20.              | |
| 14.  | Ghána                     | 2002. május 20.              | Az Afrikai Unió tagja. A Nemzetközösség tagja.                                                                      |
| 15.  | Izrael                    | 2002. május 20.              | |
| 16.  | Japán                     | 2002. május 20.              | |
| 17.  | Kína                      | 2002. május 20.              | Az ENSZ Biztonsági Tanácsának állandó tagja.                                                                        |
| 18.  | Kolumbia                  | 2002. május 20.              | |
| 19.  | Kuba                      | 2002. május 20.              | |
| 20.  | Malajzia                  | 2002. május 20.              | Az OIC tagja. A Nemzetközösség tagja.                                                                               |
| 21.  | Mozambik                  | 2002. május 20.              | Az Afrikai Unió tagja. A Nemzetközösség tagja. Az OIC tagja. a Portugál Nyelvű Országok Közössége tagja.            |
| 22.  | Németország               | 2002. május 20.              | A NATO tagja. Az Európai Unió tagja.                                                                                |
| 23.  | Norvégia                  | 2002. május 20.              | A NATO tagja. |
| 24.  | Oroszország               | 2002. május 20.              | Az ENSZ Biztonsági Tanácsának állandó tagja. Az OIC megfigyelő státuszú tagja.                                      |
| 25.  | Portugália                | 2002. május 20.              | A NATO tagja. Az Európai Unió tagja. a Portugál Nyelvű Országok Közössége tagja.                                    |
| 26.  | São Tomé és Príncipe      | 2002. május 20.              | Az Afrikai Unió tagja. a Portugál Nyelvű Országok Közössége tagja.                                                  |
| 27.  | Spanyolország             | 2002. május 20.              | A NATO tagja. Az Európai Unió tagja.                                                                                |
| 28.  | Svédország                | 2002. május 20.              | A NATO tagjelöltje. Az Európai Unió tagja.                                                                          |
| 29.  | Szingapúr                 | 2002. május 20.              | A Nemzetközösség tagja.                                                                                             |
| 30.  | Thaiföld                  | 2002. május 20.              | Az OIC megfigyelő státuszú tagja.                                                                                   |
| 31.  | Törökország               | 2002. május 20.              | A NATO tagja. Az Európai Unió tagjelöltje. Az OIC tagja.                                                            |
| 32.  | Új-Zéland                 | 2002. május 20.              | A Nemzetközösség tagja. A Csendes-óceáni Fórum tagja. A Csendes-óceáni Közösség tagja.                              |
| 33.  | Katar                     | 2002. május 25. <            | Az OIC tagja. Az Arab Liga tagja.                                                                                   |
| 34.  | Ciprus                    | 2002. június 12.             | Az Európai Unió tagja. A Nemzetközösség tagja.                                                                      |
| 35.  | Finnország                | 2002. június 20.             | A NATO tagja. Az Európai Unió tagja.                                                                                |
| 36.  | Indonézia                 | 2002. július 2.              | Az ország, melyből Kelet-Timor kivált Az OIC tagja.                                                                 |
| 37.  | Pápua Új-Guinea           | 2002. július 19.             | A Nemzetközösség tagja. A Csendes-óceáni Fórum tagja. A Csendes-óceáni Közösség tagja.                              |
| 38.  | Vietnám                   | 2002. július 28.             | |
| 39.  | Kambodzsa                 | 2002. július 29.             | |
| 40.  | Laosz                     | 2002. július 29.             | |
| 41.  | Palau                     | 2002. augusztus 16.          | A Csendes-óceáni Fórum tagja. A Csendes-óceáni Közösség tagja.                                                      |
| 42.  | Fidzsi-szigetek           | 2002. augusztus 21.          | A Nemzetközösség tagja. A Csendes-óceáni Fórum tagja. A Csendes-óceáni Közösség tagja.                              |
| 43.  | Vanuatu                   | 2002. augusztus 21.          | A Csendes-óceáni Fórum tagja. A Csendes-óceáni Közösség tagja. A Nemzetközösség tagja.                              |
| 44.  | Chile                     | 2002. szeptember 16.         | |
| 45.  | Svájc                     | 2002. szeptember 16.         | |
| 46.  | Ausztria                  | 2002. szeptember 20.         | Az Európai Unió tagja.                                                                                              |
| 47.  | Peru                      | 2002. szeptember 30.         | |
| 48.  | Belgium                   | 2002. október 3.             | A NATO tagja. Az Európai Unió tagja.                                                                                |
| 49.  | Szlovákia                 | 2002. október 17.            | A NATO tagja. Az Európai Unió tagja.                                                                                |
| 50.  | Argentína                 | 2002. október 23.            | |
| 51.  | Kanada                    | 2002. október 31.            | A NATO tagja. A Nemzetközösség tagja.                                                                               |
| 52.  | Észak-Korea               | 2002. november 5.            | |
| 53.  | Lengyelország             | 2002. november 18.           | A NATO tagja. Az Európai Unió tagja.                                                                                |
| 54.  | Maldív-szigetek           | 2002. november 26.           | Az OIC tagja. A Nemzetközösség tagja.                                                                               |
| 55.  | Tonga                     | 2002. november 26.           | A Nemzetközösség tagja. A Csendes-óceáni Fórum tagja. A Csendes-óceáni Közösség tagja.                              |
| 56.  | Románia                   | 2002. december 20.           | A NATO tagja. Az Európai Unió tagja.                                                                                |
| 57.  | Bulgária                  | 2003. január 21.             | A NATO tagja. Az Európai Unió tagja.                                                                                |
| 58.  | Magyarország              | 2003. január 21.             | A NATO tagja. Az Európai Unió tagja.                                                                                |
| 59.  | India                     | 2003. január 24.             | A Nemzetközösség tagja. Az Arab Liga megfigyelő státuszú tagja.                                                     |
| 60.  | Írország                  | 2003. január 31.             | Az Európai Unió tagja.                                                                                              |
| 61.  | Dél-afrikai Köztársaság   | 2003. február 3.             | Az Afrikai Unió tagja. A Nemzetközösség tagja.                                                                      |
| 62.  | Horvátország              | 2003. február 5.             | A NATO tagja. Az Európai Unió tagja.                                                                                |
| 63.  | Dánia                     | 2003. február 12.            | A NATO tagja. Az Európai Unió tagja.                                                                                |
| 64.  | Mauritius                 | 2003. március 20.            | Az Afrikai Unió tagja. A Nemzetközösség tagja.                                                                      |
| 65.  | Észak-Macedónia           | 2003. március 25.            | A NATO tagja. Az Európai Unió tagjelöltje.                                                                          |
| 66.  | Szlovénia                 | 2003. április 3.             | A NATO tagja. Az Európai Unió tagja.                                                                                |
| 67.  | Görögország               | 2003. április 4.             | A NATO tagja. Az Európai Unió tagja.                                                                                |
| 68.  | Belize                    | 2003. április 15.            | A Nemzetközösség tagja. A Karib-tengeri Közösség tagja.                                                             |
| 69.  | Costa Rica                | 2003. május 14.              | |
| 70.  | Kamerun                   | 2003. május 20.              | Az Afrikai Unió tagja. A Nemzetközösség tagja.                                                                      |
| 71.  | Málta                     | 2003. május 20.              | Az Európai Unió tagja. A Nemzetközösség tagja.                                                                      |
| 72.  | Salvador                  | 2003. május 23.              | |
| 73.  | Mexikó                    | 2003. szeptember 26.         | |
| 74.  | Ukrajna                   | 2003. szeptember 27.         | Az Európai Unió tagjelöltje.                                                                                        |
| 75.  | Namíbia                   | 2003. október 1.             | Az Afrikai Unió tagja. A Nemzetközösség tagja.                                                                      |
| 76.  | Mongólia                  | 2003. október 28.            | |
| 77.  | Irán                      | 2003. november 10.           | Az OIC tagja. |
| 78.  | Hollandia                 | 2003. november 17.           | A NATO tagja. Az Európai Unió tagja.                                                                                |
| 79.  | Olaszország               | 2003. november 24.           | A NATO tagja. Az Európai Unió tagja.                                                                                |
| 80.  | Izland                    | 2003. december 4.            | A NATO tagja. Az Európai Unió tagjelöltje.                                                                          |
| 81.  | Kuvait                    | 2003. december 16.           | Az OIC tagja. Az Arab Liga tagja.                                                                                   |
| 82.  | Örményország              | 2003. december 23.           | |
| 83.  | Banglades                 | 2003. december 30.           | Az OIC tagja. |
| 84.  | Azerbajdzsán              | 2004. április 5.             | Az OIC tagja. |
| 85.  | Szamoa                    | 2004. július 27.             | A Nemzetközösség tagja. A Csendes-óceáni Fórum tagja. A Csendes-óceáni Közösség tagja.                              |
| 86.  | Nigéria                   | 2004. július 29.             | Az Afrikai Unió tagja. A Nemzetközösség tagja.                                                                      |
| 87.  | Bosznia-Hercegovina       | 2005. március 22.            | A NATO tagjelöltje. Az Európai Unió tagjelöltje. Az OIC megfigyelő státuszú tagja.                                  |
| 88.  | Libanon                   | 2005. április 10.            | Az OIC tagja. Az Arab Liga tagja.                                                                                   |
| 89.  | Tádzsikisztán             | 2005. október 4.             | Az OIC tagja. |
| 90.  | Venezuela                 | 2005. október 5.             | |
| 91.  | Észtország                | 2005. december 21.           | A NATO tagja. Az Európai Unió tagja.                                                                                |
| 92.  | Mianmar                   | 2006. szeptember 26.         | |
| 93.  | Kongói Köztársaság        | 2006. november 7.            | Az Afrikai Unió tagja.                                                                                              |
| 94.  | Luxemburg                 | 2007. szeptember 27.         | A NATO tagja. Az Európai Unió tagja.                                                                                |
| 95.  | Dominikai Köztársaság     | 2007. október 24.            | |
| 96.  | Nicaragua                 | 2007. november 2.            | |
| 97.  | Uruguay                   | 2008. szeptember 23.         | |
| 98.  | Egyesült Arab Emírségek   | 2009. november 13.           | Az OIC tagja. Az Arab Liga tagja.                                                                                   |
| 99.  | Zöld-foki Köztársaság     | 2009. november 18.           | Az Afrikai Unió tagja. a Portugál Nyelvű Országok Közössége tagja.                                                  |
| 100. | Monaco                    | 2010. február 19.            | |
| 101. | Montenegró                | 2010. szeptember 24.         | A NATO tagja. Az Európai Unió tagjelöltje.                                                                          |
| 102. | Ecuador                   | 2011. szeptember 8.          | |
| 103. | Andorra                   | 2011. szeptember 20.         | |
| 104. | San Marino                | 2011. október 7.             | |
| 105. | Dél-Szudán                | 2011. október 13.            | Az Afrikai Unió tagja.                                                                                              |
| 106. | Salamon-szigetek          | 2011. december 21.           | A Nemzetközösség tagja. A Csendes-óceáni Fórum tagja. A Csendes-óceáni Közösség tagja.                              |
| 107. | Grúzia                    | 2011. december 22.           | |
| 108. | Tuvalu                    | 2012. szeptember 8.          | A Nemzetközösség tagja. A Csendes-óceáni Fórum tagja. A Csendes-óceáni Közösség tagja.                              |
| 109. | Haiti                     | 2012. 10.17.                 | A Karib-tengeri Közösség tagja.                                                                                     |
| 110. | Trinidad és Tobago        | 2013. szeptember 24.         | A Nemzetközösség tagja. A Karib-tengeri Közösség tagja.                                                             |
| 111. | Lettország                | 2013. szeptember 27.         | A NATO tagja. Az Európai Unió tagja.                                                                                |
| 112. | Litvánia                  | 2013. szeptember 27.         | A NATO tagja. Az Európai Unió tagja.                                                                                |
| 113. | Jamaica                   | 2014. szeptember 27.         | A Nemzetközösség tagja. A Karib-tengeri Közösség tagja.                                                             |
| 114. | Egyenlítői-Guinea         | 2014. július 9.              | Az Afrikai Unió tagja. a Portugál Nyelvű Országok Közössége tagja.                                                  |
| 115. | Fehéroroszország          | 2014. október 1.             | |
| 116. | Szaúd-Arábia              | 2015. január 29.             | Az OIC tagja. Az Arab Liga tagja.                                                                                   |
| 117. | Pakisztán                 | 2019. március 1.             | A Nemzetközösség tagja. Az OIC tagja.                                                                               |
| 118. | Marshall-szigetek         | 2019. szeptember 25.         | A Csendes-óceáni Fórum tagja. A Csendes-óceáni Közösség tagja.                                                      |
| 119. | Bahrein                   | 2019. szeptember 27.         | Az OIC tagja. Az Arab Liga tagja.                                                                                   |
| 120. | Dominikai Közösség        | 2021. november 15.           | A Nemzetközösség tagja. A Karib-tengeri Közösség tagja.                                                             |
| 121. | Szerbia                   | 2021. december 20.           | Az Európai Unió tagjelöltje.                                                                                        |
| 122. | Nepál                     | 2022. február 11.            | |
| 123. | Omán                      | 2022. március 31.            | Az OIC tagja. Az Arab Liga tagja.                                                                                   |
| 124. | Srí Lanka                 | 2022. május 4.               | A Nemzetközösség tagja.                                                                                             |
| 125. | Paraguay                  | 2022. szeptember 18.         | |
| 126. | Panama                    | 2022. szeptember 20.         | |
| 127. | Guatemala                 | 2023. április 3.             | |
| 128. | Benin                     | 2023. október 10.            | Az Afrikai Unió tagja. Az OIC tagja.                                                                                |
| 129. | Saint Lucia               | 2023. november 8.            | A Nemzetközösség tagja. A Karib-tengeri Közösség tagja.                                                             |
| 130. | Bolívia                   | 2024. július 26.             | |
| 131. | Uganda                    | 2024. augusztus 13.          | A Nemzetközösség tagja. Az Afrikai Unió tagja.                                                                      |
| 132. | Jordánia                  | 2024. november 21.           | Az OIC tagja. Az Arab Liga tagja.                                                                                   |
| 133. | Bahama-szigetek           | diplomáciai kapcsolat        | A Nemzetközösség tagja. A Karib-tengeri Közösség tagja.                                                             |
| 134. | Comore-szigetek           | diplomáciai kapcsolat        | Az Afrikai Unió tagja. Az OIC tagja. Az Arab Liga tagja.                                                            |
| 135. | Dzsibuti                  | diplomáciai kapcsolat        | Az Afrikai Unió tagja. Az OIC tagja. Az Arab Liga tagja.                                                            |
| 136. | Elefántcsontpart          | diplomáciai kapcsolat        | Az Afrikai Unió tagja. Az OIC tagja.                                                                                |
| 137. | Eritrea                   | diplomáciai kapcsolat        | Az Afrikai Unió tagja. Az OIC tagja. Az Arab Liga megfigyelő státuszú tagja.                                        |
| 138. | Guinea                    | diplomáciai kapcsolat        | Az Afrikai Unió tagja. Az OIC tagja.                                                                                |
| 139. | Guyana                    | diplomáciai kapcsolat        | A Nemzetközösség tagja. A Karib-tengeri Közösség tagja. Az OIC tagja.                                               |
| 140. | Honduras                  | diplomáciai kapcsolat        | |
| 141. | Jemen                     | diplomáciai kapcsolat        | Az OIC tagja. Az Arab Liga tagja.                                                                                   |
| 142. | Kazahsztán                | diplomáciai kapcsolat        | Az OIC tagja. |
| 143. | Kenya                     | diplomáciai kapcsolat        | A Nemzetközösség tagja. Az Afrikai Unió tagja.                                                                      |
| 144. | Kirgizisztán              | diplomáciai kapcsolat        | Az OIC tagja. |
| 145. | Líbia                     | diplomáciai kapcsolat        | Az Afrikai Unió tagja. Az OIC tagja. Az Arab Liga tagja.                                                            |
| 146. | Suriname                  | diplomáciai kapcsolat        | A Karib-tengeri Közösség tagja. Az OIC tagja.                                                                       |
| 147. | Szenegál                  | diplomáciai kapcsolat        | Az Afrikai Unió tagja. Az OIC tagja.                                                                                |
| 148. | Szíria                    | diplomáciai kapcsolat        | Az OIC tagja. Az Arab Liga tagja.                                                                                   |
| 149. | Tanzánia                  | diplomáciai kapcsolat        | A Nemzetközösség tagja. Az Afrikai Unió tagja.                                                                      |
| 150. | Togo                      | diplomáciai kapcsolat        | Az Afrikai Unió tagja. Az OIC tagja.                                                                                |
| 151. | Türkmenisztán             | diplomáciai kapcsolat        | Az OIC tagja. |
| 152. | Üzbegisztán               | diplomáciai kapcsolat        | Az OIC tagja. |
| 153. | Zambia                    | diplomáciai kapcsolat        | A Nemzetközösség tagja. Az Afrikai Unió tagja.                                                                      |
| 154. | Zimbabwe                  | diplomáciai kapcsolat        | Az Afrikai Unió tagja.                                                                                              |

### Nem ENSZ-tagállamok (5)
|    | Állam            | Diplomáciai kapcsolatok dátuma | Megjegyzések                      |
| -- | ---------------- | ------------------------------ | --------------------------------- |
| 1. | Vatikán          | 2002. május 20.                |                                   |
| 2. | Nyugat-Szahara   | 2002. május 20.                |                                   |
| 3. | Cook-szigetek    | 2002. augusztus 17.            |                                   |
| 4. | Palesztina       | 2004. március 1.               | Az OIC tagja.                     |
| 5. | Máltai lovagrend | 2006. szeptember 18.           |                                   |
| 6. | Koszovó          | 2022. március 9.               | Az OIC megfigyelő státuszú tagja. |

## Diplomáciai jellegű kapcsolatok (1)
|    | Állam             | kapcsolatok dátuma | Megjegyzések |
| -- | ----------------- | ------------------ | ------------ |
| 1. | Kínai Köztársaság |                    |              |

## Kelet-Timorral diplomáciai kapcsolatban nem álló országok (44)

### ENSZ-tagállamok (38)
Kelet-Timor nem áll diplomáciai kapcsolatban a következő országokkal:
- Liechtenstein,  Moldova,  Albánia
- Marokkó,  Tunézia,  Mauritánia,  Mali,  Niger,  Csád,  Szudán,  Gambia,  Sierra Leone,  Libéria,  Burkina Faso,  Gabon,  Kongói Demokratikus Köztársaság,  Közép-afrikai Köztársaság,  Etiópia,  Szomália,  Ruanda,  Burundi,  Malawi,  Botswana,  Lesotho,  Szváziföld,  Madagaszkár,  Seychelle-szigetek
- Irak,  Afganisztán,  Bhután
- Antigua és Barbuda,  Saint Kitts és Nevis,  Saint Vincent és a Grenadine-szigetek,  Barbados,  Grenada
- Kiribati,  Nauru,  Mikronézia

### Nem ENSZ-tagállamok (6)
- Niue
- Abházia,  Észak-Ciprus,  Dél-Oszétia,  Szomáliföld,  Dnyeszter Menti Köztársaság

## Nemzetközi szervezetek
| Szervezet                          | |
| ---------------------------------- | --- |
| ENSZ                               | Kelet-timor 2002. szeptember 27-én csatlakozott az ENSZ-hez. Mindazonáltal nem valamennyi ENSZ-tagállam ismerte el a függetlenséget azonnal, jelenleg még 42 ENSZ-tagállam nem ismerte el hivatalosan a függetlenséget, és nem lépett diplomáciai kapcsolatba az országgal. Tagállamok (154 / 192) Megfigyelők (3 / 3) |
| EU                                 | A függetlenség kikiáltását követően az EU tagállamainak zöme rövid időn belül hivatalosan is elismerte a függetlenséget. Mind a 27 tagállam elismerte már az új államot, utolsóként Litvánia is 2013. szeptember 17-én. Kelet-Timor tagja az Afrikai, Karibi és Csendes-óceáni Államok Csoportja nevű csoportnak, mely az Európai Unióval együttműködési megállapodást kötő harmadik világbeli országok csoportját jelentik. Tagállamok (27 / 27) Tagjelöltek (7 / 7) |
| Portugál Nyelvű Országok Közössége | 2002-ben röviddel a függetlenség kikiáltása után Kelet-Timor csatlakozott a szervezethez. |
| Afrikai Unió                       | Az Afrikai Unió nem alakított ki egységes álláspontot az elismerés kérdésében, az egyes tagállamok maguk döntenek a kapcsolatfelvétel mellett. Tagállamok (30 / 53) |
| Arab Liga                          | Az Arab Liga nem alakított ki egységes álláspontot az elismerés kérdésében, az egyes tagállamok maguk döntenek a kapcsolatfelvétel mellett. Tagállamok (15 / 22) Megfigyelők (4 / 4) |
| Iszlám Konferencia Szervezete      | Iszlám Konferencia Szervezete nem alakított ki egységes álláspontot az elismerés kérdésében, az egyes tagállamok maguk döntenek a kapcsolatfelvétel mellett. Tagállamok (38 / 57) Megfigyelők (5 / 6) |
| Karib-tengeri Közösség             | A Karib-tengeri Közösség nem alakított ki egységes álláspontot az elismerés kérdésében, az egyes tagállamok maguk döntenek a kapcsolatfelvétel mellett. Tagállamok (8 / 15) |

## Fordítás
- Ez a szócikk részben vagy egészben  a   Foreign relations of East Timor című angol Wikipédia-szócikk fordításán alapul.  Az eredeti cikk szerkesztőit annak laptörténete sorolja fel. Ez a jelzés csupán a megfogalmazás eredetét és a szerzői jogokat jelzi, nem szolgál a cikkben szereplő információk forrásmegjelöléseként.